# Сібій Ніокс-Шато
Сібій Ніокс-Шато (фр. Sybille Niox-Château; нар. 19 жовтня 1969) — колишня французька тенісистка.
Найвищу одиночну позицію світового рейтингу — 94 місце досягла 11 травня 1992, парну — 217 місце — 17 липня 1989 року.
Здобула 1 одиночний та 1 парний титул туру ITF.
Найвищим досягненням на турнірах Великого шолома було 2 коло в одиночному та парному розрядах.
Завершила кар'єру 1994 року.

## Фінали ITF

### Одиночний розряд (1–2)
| Легенда         |
| --------------- |
| турніри $25,000 |
| турніри $10,000 |

| Результат | Ранг | Дата           | Турнір                  | Покриття | Суперниця           | Рахунок       |
| --------- | ---- | -------------- | ----------------------- | -------- | ------------------- | ------------- |
| Поразка   | 1.   | 27 квітня 1987 | Саттон, Велика Британія | Тверде   | Марія Хосе Льорка   | 4–6, 6–4, 5–7 |
| Поразка   | 2.   | 23 липня 1990  | Мілан, Італія           | Ґрунт    | Франческа Романо    | 4–6, 3–6      |
| Перемога  | 3.   | 17 червня 1991 | Модена, Італія          | Ґрунт    | Россана де лос Ріос | 6–0, 6–1      |

### Парний розряд (1–0)
| Результат | Ранг | Дата              | Турнір                 | Покриття | Партнерка            | Суперниці                             | Рахунок  |
| --------- | ---- | ----------------- | ---------------------- | -------- | -------------------- | ------------------------------------- | -------- |
| Перемога  | 1.   | 25 листопада 1991 | Порту-Алегрі, Бразилія | Ґрунт    | Сільвія Рамон-Кортес | Лусіана Корсато-Овсянка Андреа Віейра | 6–4, 6–3 |